# (3260) Vizbor
(3260) Vizbor (1974 SO2) – planetoida z grupy pasa głównego asteroid okrążająca Słońce w ciągu 3,34 lat w średniej odległości 2,23 j.a. Odkryta 20 września 1974 roku.